# Så mycket bättre (säsong 1)
Så mycket bättre - säsong 1 var den första säsongen av Så mycket bättre och sändes på TV4 mellan 23 oktober 2010 och 11 december 2010. I säsongen medverkade Lasse Berghagen, Lill-Babs, Petter, Thomas Di Leva, September, Christer Sandelin och Plura Jonsson. Säsongen vann Kristallen 2011 i kategorin "Bästa underhållningsprogram".
I säsongen befann sig artisterna på Grå Gåsen i Burgsvik på Gotland. Artisterna medverkade även i en samlingsskiva som släpptes den 5 december 2010 på Itunes och Spotify och dagen därpå på CD under namnet Så mycket bättre - Musiken från TV-programmet. Skivan har sålt platina. Den 6 november 2010 släppte TV4-Gruppen två av låtarna som Petter har framfört i programmet för Itunes och Spotify. Därefter har även TV4-Gruppen släppt fler låtar. Fjärde programmet anmäldes av Hörselskadades Riksförbund till Myndigheten för radio och tv som fällde programmet för att delar av musikframträdandena saknade text-TV-textning.

## Avsnitt
| Nr | Huvudperson       | Sändningsdatum   | Tittarsiffror |
| -- | ----------------- | ---------------- | ------------- |
| 1  | Lasse Berghagen   | 23 oktober 2010  | 1 391 000     |
| 2  | Thomas Di Leva    | 30 oktober 2010  | 1 338 000     |
| 3  | Petter            | 6 november 2010  | 1 177 000     |
| 4  | Lill-Babs         | 13 november 2010 | 1 345 000     |
| 5  | Christer Sandelin | 20 november 2010 | 1 526 000     |
| 6  | September         | 27 november 2010 | 1 414 000     |
| 7  | Plura Jonsson     | 4 december 2010  | 1 521 000     |
| 8  | Alla              | 11 december 2010 | 1 484 000     |

## Tolkningar
| - Thomas Di Leva - "Sträck ut din hand" - Plura Jonsson - "Min kärlekssång till dig" - Lill-Babs - "En kväll i juni" - Petter - "Stockholm i mitt hjärta" - Christer Sandelin - "Jennie, Jennie" - September - "Teddybjörnen Fredriksson" Avslutningslåt: September - "Teddybjörnen Fredriksson". - Lasse Berghagen - "Vi har bara varandra" - Plura Jonsson - "Miraklet" - Lill-Babs - "Vi får vingar när vi älskar" - Petter - "Dansa din djävul" - Christer Sandelin - "Naked Number One" - September - "Vem ska jag tro på" Avslutningslåt: Plura - "Miraklet". - Lasse Berghagen - "Längesen" - Thomas Di Leva - "Min egen kärleksaffär" - Plura Jonsson - "Logiskt" - Lill-Babs - "Så klart!" - Christer Sandelin - "Vinden har vänt" - September - "Mikrofonkåt" Avslutningslåt: September - "Mikrofonkåt". - Lasse Berghagen - "Är du kär i mig ännu, Klas-Göran?" - Thomas Di Leva - "När vi älskar" - Plura Jonsson - "Snurra min jord" - Petter - "En tuff brud i lyxförpackning" - Christer Sandelin - "April, april" - September - "Leva livet" Avslutningslåt: Petter - "En tuff brud i lyxförpackning". | - Lasse Berghagen - "Dover-Calais" - Thomas Di Leva - "Vill ha dig igen" - Plura Jonsson - "Det hon vill ha" - Petter - "Hjärtats ensamma slag" - Lill-Babs - "Fantasi" - September - "Vill ha dej" Avslutningslåt: Plura - "Det hon vill ha". - Lasse Berghagen - "Because I Love You" - Thomas Di Leva - "Cry for You" - Plura Jonsson - "La la la (Never Give It Up)" - Lill-Babs - "Looking for Love" - Christer Sandelin - "Can't Get Over" - Petter - "Satellites" Avslutningslåt: Lill-Babs - "Looking for Love". - Lasse Berghagen - "Somliga går med trasiga skor" - Thomas Di Leva - "Kungarna från Broadway" - Lill-Babs - "Huvudet högt" - Petter - "Fulla för kärlekens skull" - Christer Sandelin - "Pojkar, pojkar, pojkar" - September - "Kärlekens tunga" Avslutningslåt: Lasse Berghagen - "Somliga går med trasiga skor" - Lasse Berghagen - "Ding dong" - Thomas Di Leva och Lasse Berghagen - "Vad är frihet?" - Lill-Babs och Christer Sandelin - "Jag vill leva" - Petter och Plura Jonsson - "Gör min dag" - Christer Sandelin och September - "Luften darrar" - Plura Jonsson och Thomas Di Leva - "Alice" - September och Petter - "Satellites" |

## Album

### Så mycket bättre - Musiken från TV-programmet
| Nr  | Låttitel                        | Uttolkare                         | Tolkad artist     | Upphovsmän                                 | Längd |
| --- | ------------------------------- | --------------------------------- | ----------------- | ------------------------------------------ | ----- |
| 1.  | "Så klart!"                     | Lill-Babs                         | Petter            | Falk, Askergren, Blomqvist                 | 3:50  |
| 2.  | "En tuff brud i lyxförpackning" | Petter                            | Lill-Babs         | Brehm, Paddock, Stevens                    | 3:35  |
| 3.  | "Vem ska jag tro på?"           | September                         | Thomas Di Leva    | Thomas Di Leva                             | 3:29  |
| 4.  | "Det hon vill ha"               | Plura Jonsson                     | Christer Sandelin | Sandelin, Johan Kinde                      | 3:56  |
| 5.  | "Sträck ut din hand"            | Thomas Di Leva                    | Lasse Berghagen   | Lasse Berghagen                            | 3:51  |
| 6.  | "Längesen"                      | Lasse Berghagen                   | Petter            | Collén, Askergren, Maggio                  | 3:52  |
| 7.  | "Naked Number One"              | Christer Sandelin                 | Thomas Di Leva    | Thomas Di Leva                             | 3:51  |
| 8.  | "Huvudet högt"                  | Lill-Babs                         | Plura Jonsson     | Plura Jonsson                              | 3:10  |
| 9.  | "Mikrofonkåt"                   | September                         | Petter            | Rusiak, Askergren                          | 2:47  |
| 10. | "Logiskt"                       | Plura Jonsson                     | Petter            | Becker, Norlin, Askergren                  | 3:50  |
| 11. | "Fulla för kärlekens skull"     | Petter                            | Plura Jonsson     | Plura Jonsson                              | 3:55  |
| 12. | "Can't Get Over"                | Christer Sandelin                 | September         | Bhagavan, N. von der Burg, J. von der Burg | 4:10  |
| 13. | "Because I Love You"            | Lasse Berghagen                   | September         | Bhagavan, N. von der Burg, J. von der Burg | 3:06  |
| 14. | "Vi får vingar när vi älskar"   | Lill-Babs                         | Thomas Di Leva    | Thomas Di Leva                             | 3:54  |
| 15. | "Stockholm i mitt hjärta"       | Petter                            | Lasse Berghagen   | Lasse Berghagen                            | 3:11  |
| 16. | "Kärlekens tunga"               | September                         | Plura Jonsson     | Plura Jonsson                              | 3:13  |
| 17. | "Snurra min jord"               | Plura Jonsson                     | Lill-Babs         | Léo Ferré, Lars Forssell                   | 4:12  |
| 18. | "Jennie, Jennie"                | Christer Sandelin                 | Lasse Berghagen   | Lasse Berghagen                            | 3:00  |
| 19. | "Somliga går med trasiga skor"  | Lasse Berghagen och Plura Jonsson | Plura Jonsson     | Cornelis Vreeswijk                         | 4:04  |

### Listplaceringar
| Artist                  | Låt                             | Topp-placering | Topp-placering | Topp-placering    |
| Artist                  | Låt                             | DigiListan     | Svensktoppen   | Sverigetopplistan |
| ----------------------- | ------------------------------- | -------------- | -------------- | ----------------- |
| Lasse Berghagen         | "Längesen"                      | 38             | —              | —                 |
| Lasse Berghagen & Plura | "Somliga går med trasiga skor"  | 50             | —              | —                 |
| Lill-Babs               | "Så klart!"                     | 42             | —              | —                 |
| Petter                  | "Dansa din djävul"              | 11             | —              | 33                |
| Petter                  | "En tuff brud i lyxförpackning" | 8              | 10             | 24                |
| Petter                  | "Fulla för kärlekens skull"     | 52             | —              | —                 |
| Petter                  | "Stockholm i mitt hjärta"       | 6              | —              | 9                 |
| Plura                   | "Det hon vill ha"               | 4              | 7              | 29                |
| Plura                   | "Logiskt"                       | 11             | —              | 43                |
| September               | "Kärlekens tunga"               | 3              | 3              | 6                 |
| September               | "Mikrofonkåt"                   | 1              | 3              | 1                 |
| September               | "Vem ska jag tro på"            | 14             | —              | 46                |
| Thomas Di Leva          | "Sträck ut din hand"            | 34             | —              | —                 |